# Золотой всадник (Дрезден)
Дрезденский «Золотой всадник» (нем. Goldener Reiter) — конная статуя курфюрста Саксонии и Польши Августа Сильного. Памятник находится на площади Нойштедтер Маркт (нем. Neustädter Markt) между мостом Аугустусбрюкке (нем. Augustusbrücke) и улицей Хауптштрассе (нем. Hauptstraße).
На памятнике Август Сильный изображён в римских доспехах, скачущим на коне в направлении Польского королевства. Изначально золочение памятника было огневым, в ходе реставрации 1956 года была использована техника золочения с листа.

## История
Конная статуя Августа Сильного была выполнена скульптором Людвигом Видеманном из меди и покрыта золотой амальгамой в 1732—1734 годах. Возведение постамента, созданного французским архитектором Закариасом Лонглюном, началось в 1735 году. Торжественное открытие памятника состоялось в 1736 году.
Реставрация памятника в 1884 году проводилась под руководством архитектора Константина Липсиуса. В это же время Липсиус закончил оформление постамента.
Во время Второй мировой войны 1943—1944 годов разобранный на части памятник был вывезен на хранение в замок Пильниц. Послевоенное восстановление памятника было поручено в 1953 году скульптору Вальтеру Флеммингу. В 1956 году памятник занял своё привычное место.
Последняя по времени реставрация памятника производилась в 2001—2003 годах.